# Стівен Ньянка
Стівен Ньянка (англ. Stephen Nyankah; нар. 25 липня 2002) — ганський футболіст, півзахисник київського «Рубікона».

## Життєпис
Про футбольну кар'єру 19-річного ганського півзахисника відомо мало. Вихованець клубу Еммануель Сіті (Гана). У віці 15 р запрошувався в Ю-16 збірну Гани. З 2019 року в Украіні. 6 жовтня 2020 року заявлений за «Рубікон». У футболці київського клубу 14 листопада 2020 року в програному (1:2) виїзному поєдинку 11-го туру групи А Другої ліги України проти вінницької «Ниви» Стівен вийшов на поле в стартовому складі, а на 46-й хвилині його замінив Олександр Марченко. Майже у всіх матчах використовувався тренерським штабом як захисник, що не була його оптимальна позиція на полі.